# David Brian
David Brian, född 5 augusti 1914 i New York, död 15 juli 1993 i Sherman Oaks, Kalifornien, var en amerikansk skådespelare. Brian har tilldelats en stjärna på Hollywood Walk of Fame.

## Filmografi, urval
- 1949 – Flamingovägen
- 1949 – Bortom skogen
- 1949 – Inkräktare i stoftet
- 1950 – Rovspindeln
- 1952 – Vattnets Venus
- 1954 – Mellan himmel och hav
- 1961 – Fickan full av flax
- 1962 – Så vanns vilda västern
- 1966 – Rancho River